# Hermann Brockhaus
Hermann Brockhaus, född 28 januari 1806, död 5 januari 1877, var en tysk orientalist, son till Friedrich Arnold Brockhaus, far till Clemens och Friedrich Brockhaus.
Brockhaus blev 1839 professor i Jena och 1841 i Leipzig. Brockhaus vetenskapliga forskning rör sig på det indiska och iranska området. På det förra märks främst hans upplaga av Kathasaritsagara (8 band, 1839–66), samt Über den Druck sanskritischer Werke mit lateinischen Buchstaben (1841). På det senare området märks hans upplaga av Vendidad sâde (1850) och Hafiz (3 band, 1854–61, ny upplaga 1863). Brockhaus var en av stiftarna av Deutsche Morgenländische Gesellschaft och 1852–65 redaktör för dess tidskrift. Dessutom redigerade han från 1856 Johann Samuel Erschs och Johann Gottfried Grubers Allgemiene Enzyklopädie.
Brockhaus är även känd för sin vänskap med Richard Wagner, med vars syster han var gift.